# More More Love Winters
「More More Love Winters」（モア モア ラヴ ウィンターズ）は、日本の女性歌手、広瀬香美の19枚目のシングル。

## 解説
- 2000年11月22日にビクターエンタテインメントよりリリースされた。
- いわゆるリミックス・メドレーCD。
- すべてシングル曲で構成され、3つのメドレーを収録。

## 収録曲
作詞・作曲：広瀬香美
1. More More Love Winters
（使用楽曲:BEGIN/恋のベスト10/promise/幸せをつかみたい/ゲレンデがとけるほど恋したい/ロマンスの神様/愛があれば大丈夫/ストロボ）
  - 編曲（リミックス）：DJ GEE & DJ TURBO from GTS
  - 「アルペン」CMソング
2. Crystal Winters
（使用楽曲:DEAR...again/ゲレンデがとけるほど恋したい/ロマンスの神様/promise）
  - 編曲（リミックス）：JUNIOR VASQUEZ
3. Winter Love Songs
（使用楽曲：ピアニシモ/I Wish/二人のBirthday/promise/ロマンスの神様/ゲレンデがとけるほど恋したい/幸せをつかみたい/愛があれば大丈夫/DEAR...again）
  - 編曲（リミックス）：ピストン西沢